# Bill Russell
William Felton Russell (sinh ngày 12 tháng 2 năm 1934 - 31 tháng 7 năm 2022) là cựu cầu thủ bóng rổ chuyên nghiệp người Mỹ. Ông chơi vị trí Trung Phong cho Boston Celtics ở giải Bóng rổ nhà nghề Mỹ NBA từ năm 1956 đến 1969. Với 5 danh hiệu MVP và 12 lần vào đội hình NBA All-Star, ông là thành viên chủ chốt trong triều đại của Celtics khi giành đến 11 danh hiệu vô địch NBA trong 13 năm sự nghiệp của mình. Russell cũng giữ cho mình kỷ lục là Vận động viên ở Bắc Mỹ dành nhiều chức vô địch nhất. Trước khi thi đấu chuyên nghiệp, Russell dẫn dắt Đại Học San Francisco đoạt 2 cúp vô địch NCAA (1955, 1956) và tấm huy chương vàng ở Thế vận hội mùa hè 1956 cùng đội tuyển bóng rổ Mỹ.
Sau khi ông qua đời vào năm 2022, NBA tuyên bố treo vĩnh viễn áo số 6 của ông trên toàn giải đấu, khiến ông trở thành cầu thủ duy nhất tại NBA và là người thứ 3 trong lịch sử các giải nhà nghề Mỹ (sau Jackie Robinson của MLB và Wayne Gretzky của NHL) nhận được vinh dự này.